# Uau (condado)
Wau, ou Wau, é um condado do estado de Bar-El-Gazal Ocidental, localizado no Sudão do Sul. É neste condado que se situa a capital do estado, Uau.